# إلياهو ساسون
إلياهو ساسون (بالعبرية: אליהו ששון‏) (2 فبراير 1902 - 8 أكتوبر 1978) كان سياسيًا ووزيرًا إسرائيليًا.

## حياته
ولد إلياهو ساسون في دمشق في سوريا العثمانية. درس في مدرسة أليانس في مسقط رأسه، أكمل تعليمه الثانوي في المدرسة الثانوية المسيحية العريقة "العيزرية" بدمشق، إلى جانب مسيحيين ومسلمين من أبناء الطبقة العليا، وأكمل تعليمه الجامعي في جامعة القديس يوسف في بيروت.  أصبح عضوا في الحركة القومية العربية،  وقام بتحرير صحيفة يهودية عربية اسمها الحياة. وهاجر إلى فلسطين عام 1927 وعمل كهربائياً وصحفياً ومحاضراً في شؤون الشرق الأوسط.

## العمل الدبلوماسي
بدأ العمل في القسم السياسي في الوكالة اليهودية لإسرائيل، وشغل منصب رئيس القسم العربي بين عامي 1933 و1948. كان عضوا في الوفد اليهودي لدى الأمم المتحدة بين عامي 1947 و1948 وفي مفاوضات وقف إطلاق النار عام 1949، وعمل مديرا لقسم الشرق الأوسط في وزارة الخارجية بين عامي 1948 و1950، قبل أن يرأس مكتبا في باريس للاتصالات مع الدول العربية.
ذكر بيني موريس أنه كان عضوًا في عام 1948 في إحدى لجان النقل غير الرسمية التابعة للحكومة، والتي تم تشكيلها لتسهيل ترحيل العرب من مدنهم وقراهم. 
كما شغل منصب المبعوث الإسرائيلي إلى تركيا (1950-1952)، ومبعوث وسفير إلى إيطاليا (1953-1960) وسفيرًا إلى سويسرا (1960-1961).

## الحياة السياسية
وفي عام 1961، عاد إلى إسرائيل وعينه دافيد بن غوريون وزيراً للخدمات البريدية . وتم انتخابه للكنيست في انتخابات عام 1965، واحتفظ بمنصبه الوزاري حتى 2 كانون الثاني (يناير) 1967، عندما أصبح وزيراً للشرطة. ورغم إعادة انتخابه عام 1969، إلا أنه فقد منصبه الوزاري عند تشكيل الحكومة الجديدة. خسر مقعده في انتخابات 1973.

## روابط خارجية
- إلياهو ساسون على الموقع الإلكتروني للكنيست